# Canon EOS 700D
La Canon EOS 700D è una fotocamera reflex digitale (DSLR) da 18 megapixels prodotta da Canon, annunciata il 21 marzo 2013 e messa in commercio a partire dalla fine del mese successivo. Affianca e sostituisce la 650D. È nota come EOS Kiss X7i nel mercato giapponese e EOS Rebel T5i negli USA e in Canada.

## Novità introdotte
Le caratteristiche tecniche della macchina sono pressoché identiche al precedente modello EOS 650D a eccezione delle seguenti novità:
- la ghiera delle modalità di scatto è modificata con una rotazione adesso continua e una nuova estetica di più facile lettura;
- integrata una nuova funzione che consente di inserire filtri creativi utilizzando una preview dell'effetto durante lo scatto.

Con questo nuovo modello Canon introduce per la prima volta il nuovo obiettivo standard 18–55 mm f/3.5-5.6 IS STM, dotato del motore di messa a fuoco silenzioso STM (Stepping Motor Technology).

## Versioni previste al lancio
La EOS 700D è disponibile nei vari mercati in vari kit:
- kit base comprendente il solo corpo macchina;
- kit con corpo macchina + obiettivo 18–55 mm f/3.5-5.6 IS STM;
- kit con corpo macchina + obiettivo 18–135 mm f/3.5-5.6 IS STM